# Eurytoma doganlari
Eurytoma doganlari is een vliesvleugelig insect uit de familie Eurytomidae. De wetenschappelijke naam is voor het eerst geldig gepubliceerd in 2009 door Zerova.